# Літні Олімпійські ігри 1944
Літні Олімпійські ігри 1944 або XIII Літні Олімпійські ігри за рішенням МОК, прийнятому у червні 1939 року, повинні були проведені у 1944 році в Лондоні. Лондон в боротьбі за право проведення Ігор випередив Рим, Детройт, Лозанну, Афіни, Будапешт, Гельсінкі та Монреаль. У зв'язку з початком Другої світової війни Ігри були скасовані. Лондон прийняв перші післявоєнні Ігри 1948 року і отримав це право без виборів.
Ігри 1944 роки повинні були проведені у рік 50-ліття МОК. Попри війну в нейтральній Швейцарії, у штаб-квартирі МОК в Лозанні, з 17 по 19 червня 1944 року пройшли урочистості, присвячені ювілею організації.